# Волтон (Кентаки)
Волтон (енгл. Walton) град је у америчкој савезној држави Кентаки.

## Демографија
По попису из 2010. године број становника је 3.635, што је 1.185 (48,4%) становника више него 2000. године.
| Група             | 2000.         | 2010.         |
| Белци             | 2.372 (96,8%) | 3.433 (94,4%) |
| Афроамериканци    | 23 (0,9%)     | 54 (1,5%)     |
| Азијати           | 17 (0,7%)     | 20 (0,6%)     |
| Хиспаноамериканци | 18 (0,7%)     | 62 (1,7%)     |
| Укупно            | 2.450         | 3.635         |